# Hi-de-ho
Hi-de-ho är ett kortspel för fyra deltagare konstruerat av den svenska barnboksförfattaren Heidi Jergovsky. Spelets idé är densamma som i löjliga familjerna: deltagarna begär kort av varandra för att samla ihop till önskade kombinationer. Målet i hi-de-ho är att åstadkomma en komplett sekvens från ess ned till tvåa, eller från kung ned till ess om man vill räkna esset som lägsta kort, i omväxlande svarta och röda färger. 
Spelarna turas om med att fråga efter ett specifikt kort hos den som sitter närmast till vänster, eller i vissa fall till höger. Har den tillfrågade detta kort, lämnas det över till den spelare som ställt frågan, vilken i sin tur lämnar ett av sina kort i utbyte, så att spelarna hela tiden har 13 kort på handen. Vinnare är den som först kan visa upp en komplett sekvens.